# Фурин (фермент)
Фури́на (новолат. furina, синоним англ. PACE) — фермент, сериновая протеаза клеток животных, расположенная в аппарате Гольджи. Фурина по структуре напоминает бактериальный протеолитический фермент субтилизин.

## Происхождение названия
Фурина также известен под названием PACE (англ. Paired basic Amino acid Cleaving Enzyme — «фермент, расщепляющий белок в месте спаренных осно́вных аминокислот»). Название «фурина» произошло от названия гена FUR (англ. FES Upstream Region), поскольку в 1986 году соответствующая ему ДНК-последовательность была обнаружена в участке выше («upstream region») кода онкогена под названием FES.

## Роль в биохимии животной клетки
Фурина накапливается в аппарате Гольджи, где его функцией является расщепление других белков, при этом они превращаются в зрелые/активные формы. Расщепление типично происходит в том месте белка субстрата, где у него имеется следующая последовательность осно́вных аминокислот: Арг-X-(Арг/Лиз) -Арг'.

## Участие в инфекционных процессах
Помимо обработки клеточных белков-предшественников, фурина также участвует в активации ряда токсинов микроорганизмов и вирусов. В частности, расщепление фурином либо фуриноподобными протеазами необходимо для созревания оболочечных белков таких вирусов, как ВИЧ, вирус гриппа, папилломавирус и вирус денге. Из бактериальных возбудителей, фурина играет важную роль в превращении экзотоксинов сибирской язвы и Pseudomonas (род бактерий, в который входит синегнойная палочка) — этот фермент необходим для их расщепления при попадании в клетку, только после этого токсины становятся активными. В настоящее время проводится разработка применения ингибиторов фурина в качестве лекарственных средств, например для лечения сибирской язвы. Одним из таких ингибиторов является препарат камостат.
Активность сайтов фуринового расщепления S-белка повышена у индийского штамма коронавируса SARS-CoV-2, что может объяснять более высокую вирулентность этого штамма по сравнению с другими.